# Aladdin Sane
Aladdin Sane je šesté studiové album Davida Bowieho. Převážná část alba byla nahrána ve studiu Trident Studios v Londýně. V menší míře se pak nahrávalo v New Yorku a Nashvillu. Album vyšlo v dubnu 1973 u vydavatelství RCA Records. V žebříčku 500 nejlepších alb všech dob časopisu Rolling Stone se album umístilo na 279. místě.

## Seznam skladeb
Autorem všech skladeb je David Bowie, pokud není uvdedeno jinak.
| Strana 1 (LP) | Strana 1 (LP)                 | Strana 1 (LP) |
| Pořadí        | Název                         | Délka         |
| ------------- | ----------------------------- | ------------- |
| 1.            | Watch That Man                | 4:30          |
| 2.            | Aladdin Sane (1913-1938-197?) | 5:06          |
| 3.            | Drive-In Saturday             | 4:33          |
| 4.            | Panic in Detroit              | 4:25          |
| 5.            | Cracked Actor                 | 3:01          |

| Strana 2 (LP) | Strana 2 (LP)                                                | Strana 2 (LP) |
| Pořadí        | Název                                                        | Délka         |
| ------------- | ------------------------------------------------------------ | ------------- |
| 1.            | Time                                                         | 5:15          |
| 2.            | The Prettiest Star                                           | 3:31          |
| 3.            | Let's Spend the Night Together (Mick Jagger, Keith Richards) | 3:10          |
| 4.            | The Jean Genie                                               | 4:07          |
| 5.            | Lady Grinning Soul                                           | 3:54          |

## Obsazení
- David Bowie – kytara, harmonika, klávesy, saxofon, zpěv
- Mick Ronson – kytara, klavír, zpěv
- Trevor Bolder – baskytara
- Mick „Woody“ Woodmansey – drums
- Mike Garson – klavír
- Ken Fordham – saxofon
- Brian „Bux“ Wilshaw – saxofon, flétna
- Linda Lewis – doprovodný zpěv
- Juanita „Honey“ Franklin – doprovodný zpěv
- G.A. MacCormack – doprovodný zpěv